# Tristagma anemophilum
Tristagma anemophilum är en amaryllisväxtart som beskrevs av Pierfelice Ravenna. Tristagma anemophilum ingår i släktet Tristagma och familjen amaryllisväxter. Inga underarter finns listade i Catalogue of Life.